# Айнштейн, Арик
А́рик А́йнштейн (ивр. אריק איינשטיין ‎ Арье, Ariè, Einstein; 3 января 1939[…], Тель-Авив, Подмандатная Палестина — 26 ноября 2013, Тель-Авив) — израильский эстрадный певец, актёр, поэт-песенник.

## Биография
Арье (Арик) был единственным ребёнком в семье Яакова и Дворы Айнштейн. Отец певца, актёр Театра «Оэль» Яаков Айнштейн (1909—1970), родился в Варшаве и вырос в Волковыске.
Арик Айнштейн не получил профессионального музыкального образования, а навыки пения приобрёл во время службы в военном ансамбле «Лаакат Ха-Нахаль» (Ансамбль бригады НаХаЛь, 1957-59).
Как вокалист выступал в вокально-инструментальных ансамблях «Самбатион» (1960), «Гешер Ха-Яркон Трио» («Трио Моста Яркон», 1964-66), рок-трио «Ха-халонот ха-гвоим» («Высокие окна», 1966-67; со Шмуликом Краусом и Джози Кац) и другими.
В 1966 году вышел его первый сольный альбом «Шар бишвилех» («Пою для тебя»). Айнштейн дважды был лауреатом Израильских фестивалей песни (1965 и 1966 гг.).
В 1970 году он был признан «певцом года» с песней «Лама ли лакахат ла-лев» («Зачем мне принимать близко к сердцу», Шалом Ханох). В 1995 году «песней года» стала его песня «Биглалех» («Из-за тебя», Миха Шитрит, Аркадий Духин).
С 1981 года Айнштейн перестал выступать на сцене, ограничившись записями дисков и видеоклипов.
Большую роль в творчестве Айнштейна сыграло его сотрудничество с композитором и певцом Шаломом Ханохом (альбом «Мазаль гди» — «Козерог», 1968). В 1969—1970 гг. Айнштейн и Ханох при участии рок-группы «Черчилли» создали три альбома (часть текстов написана Айнштейном): «Пузи» (1969), «Шаблуль» («Улитка», 1970), «Пластилина» (1970). Впоследствии они вместе сделали ряд других записей (в частности, альбом «Мускат», 1999).
В 1971—1987 годах Айнштейн записал четыре альбома с композитором Мики Габриэловым, среди них «Ба-дэше эцель Авигдор» («На травке у Авигдора»), «Охев лихйот ба-баит» («Люблю быть дома»).
Айнштейн сотрудничал также с композиторами и аранжировщиками Ш.-Т. Леви (альбомы «Ясмин», «Тоцерет ха-арец» — «Сделано в Израиле» и др.), Ицхаком Клептером (альбомы «Йошев аль ха-гадер» — «Сижу на заборе», 1982, «Шавир» — «Хрупкий», 1983), Йони Рехтером (альбомы «Ми-ширей Авраам Хальфи» — «Из стихов Авраама Хальфи», 1988, «Ха-арье, ха-йона ве-тарнеголет кхула» — «Лев, голубка и синяя курица» для детей, 1992). Айнштейн пел и записывал также песни композиторов более молодого поколения — Авива Гефена, Аркадия Духина, Михи Шитрита, Берри Сахарова и других.
Айнштейн — один из символов культуры современного Израиля. Он спел и записал в общей сложности свыше тысячи песен. Наиболее популярные из них — «Лама ли лакахат ла-лев» («Зачем мне принимать близко к сердцу»), «Уф гозаль» («Лети, птенец», сл. Айнштейна, муз. Мики Габриэлова, 1987), ставшая гимном выпускников израильских школ, «Ани ве-ата» («Я и ты», сл. Айнштейна, муз. Габриэлова, с альбома «Ба-дэше эцель Авигдор» («На травке у Авигдора», 1971), «Атур мицхех» («Твой лоб увенчан», сл. Авраама Хальфи, муз. Йони Рехтера, 1977), признанная лучшей израильской песней с 1970-х годов и лучшей израильской песней о любви[кем?], «Шабат ба-бокер» («В субботу утром», сл. Тирцы Атар, муз. Йони Рехтера, 1989). Последняя песня стала позывными субботней передачи радиостанции РЭКА (вещание на русском языке). Наряду с классическими образцами «песен Эрец-Исраэль» (песен Земли Израиля) и современными израильскими песнями, в репертуаре Айнштейна — песни других народов, в частности, русские (среди них «Синий платочек»).
Певческая манера Айнштейна складывалась под воздействием, прежде всего, рок-н-ролла и творчества ансамбля «Битлз». Некоторые его лирические альбомы 1980—1990-х гг. выдержаны в духе софт-рока. Однако в альбоме «Штей гитарот, бас, тупим» («Две гитары, бас, ударные», 2004) он вернулся к традиционному року. Большое влияние на Айнштейна оказали песни французских шансонье с присущим им вниманием к артикуляции. Тексты песен, исполняемых Айнштейном, как правило, отличаются поэтическими достоинствами. Он инициировал создание песен глубокого содержания (в том числе на стихи ивритского поэта Авраама Халфи). Его собственным песенным текстам свойственны доступность и образность.

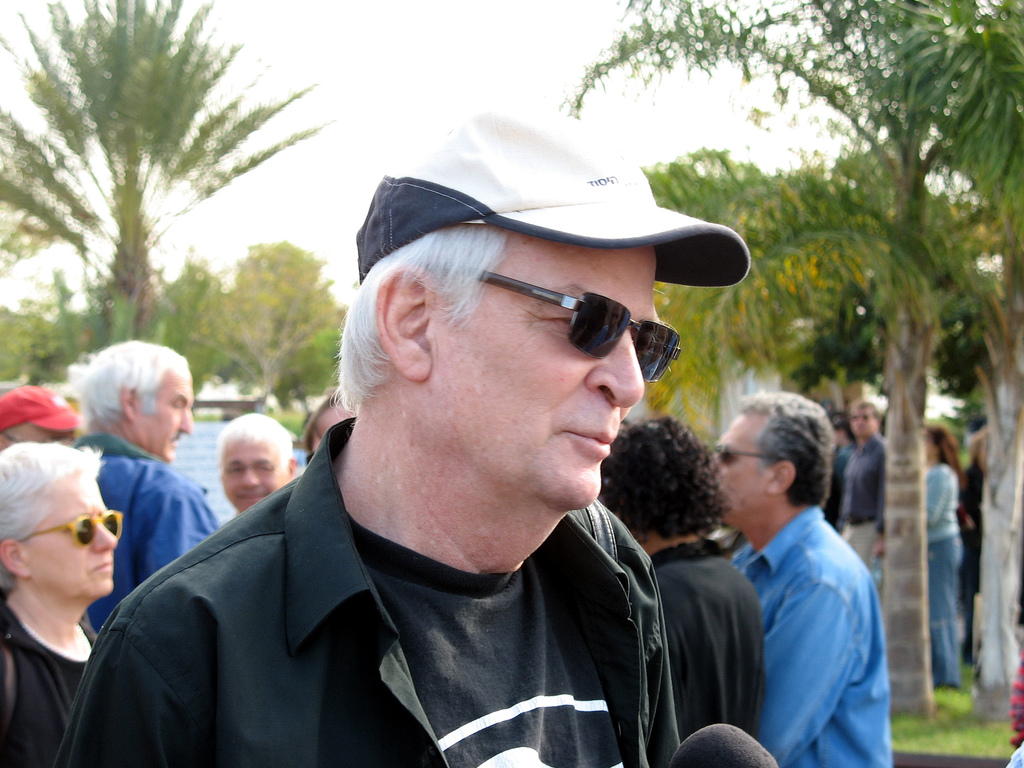
Арик Айнштейн на похоронах Эли Мохера, 2006 г.

Айнштейн сыграл в израильских фильмах «Нини», 1962; «Салах Шаббати», 1964; «Мецицим» («Любители подглядывать»), 1972, и других. В 1992 году он вместе с Цви Шисселем и актёром Мони Мошоновым создал телефильм «Квалим» («Кабель», пародию на зарождающееся кабельное ТВ). В те же годы трое выпустили два видеофильма для детей «Как большие» («Кмо гдолим»), в которых чередуются песни, беседы Айнштейна с детьми и игровые моменты. Айнштейн играл в театре «Габима» в мюзикле «Ирма ла Дус», 1966, снимался на ТВ. По его альбомам «Шаблуль» («Улитка», 1970), «Тоцерет ха-арец» («Сделано в Израиле», 1985) и другие были сняты документально-игровые фильмы. В 1999 году был снят документальный фильм «Йомей „Мускат“» («Дни „Муската“») о процессе работы над альбомом «Мускат». Изданы два нотных сборника песен из репертуара Айнштейна (1980, 1991).
В 2005 году Айнштейн совместно с музыкантом Питером Ротом выпустил альбом «Рэгаим» («Моменты»). В 2007 году вышел альбом Айнштейна с молодым музыкантом Гаем Букати «Всё лучшее на свете» (כל הטוב שבעולם, Kol atov she baolam). В том же году вышла монументальная биографическая книга «Зо ота ха-ахава» («Это всё та же любовь») с фотографиями, текстами песен и краткими историями из жизни.
В 2008 году, в связи с 60-летием государства Израиль, Первым каналом Израильского телевидения и радиостанцией «Решет Гимель» был проведён опрос на самую любимую израильскую песню. Песня «Ани ве ата» заняла пятое место. Арик Айнштейн был признан любимым певцом Израиля вместе с Шошаной Дамари, названной лучшей певицей, лучшей группой стала «Каверет».
Арик Айнштейн умер 26 ноября 2013 года в больнице «Ихилов» в Тель Авиве в результате разрыва аневризмы аорты.

## Избранная дискография
- 1968 — «Мазаль гди» («Козерог»), Ханох.
- 1969 — «Пузи».
- 1970 — «Шаблуль» («Улитка»).
- 1971 — «Ба деше эцель Авигдор» («На травке у Авигдора»), Габриэлов.
- 1986 — «Охев леийот ба-баит» («Люблю быть дома»), Габриэлов.
- 1988 — «Ми ширей Авраам Халфи» («Из песен на стихи Авраама Халфи»).
- 1992 — альбом для детей «Ха-арье, ха-йона ве тарнеголет кхула» («Лев, голубка и синяя курица»).
- 1995 — «Еш би ахава» («Есть во мне любовь»).
- 1999 — «Мускат», камбек с Шаломом Ханохом.
- 2001 — «Ха-осеф бе куфса» («Сборник в коробочке»).
- 2003 — «Шемеш ратува» («Мокрое солнце»).
- 2004 — «Штей гитарот, басс, тупим» («Две гитары, бас и барабаны»)
- 2006 — «Регаим» («Моменты бытия»)
- 2007 — «Коль а тов Шебаолам» «Все лучшее в этом мире»